# Lexy (cantora)
Hwang Hyo-sook (hangul: 황효숙; nascida em 3 de maio de 1977), mais conhecida por seu nome artístico Lexy, estilizado como LEXY, é uma cantora e rapper sul-coreana. Ela estreou em 2003 pela YG Entertainment, como sendo a primeira artista de rap feminina da mesma.

## Carreira
Lexy tornou-se uma trainee na YG Entertainment em 1999 aos 22 anos. Ela realizou diversas participações em canções com outros artistas da agência como Se7en, 1TYM, Jinusean e Wheesung. Seu trabalho foi apresentado pela YG Entertainment, como de uma artista de Hip hop com uma pequena mistura de R&B. Seu primeiro álbum de estúdio, LEXURY, foi lançado em 6 de outubro de 2003. Tendo como single de estreia de Lexy, a canção "애송이" ("Novice") com a participação do rapper Psy. LEXURY contém ainda composições de integrantes do grupo 1TYM, como Teddy Park que escreveu "Let Me Dance" e Song Baek Kyoung que escreveu a canção "Up And Down". O álbum foi bem recebido e, com sua crescente popularidade, Lexy acabou tornando-se uma "rival" da cantora Lee Hyori. Seu segundo álbum de estúdio, intitulado Lextacy, foi lançado em 26 de agosto de 2005, e não repetiu o sucesso comercial de seu antecessor. Devido suas baixas vendas, a YG Entertainment tomou a decisão de não renovar o contrato de Lexy. Apesar disso, foi decidido que mesmo não havendo a renovação de contrato, um terceiro álbum ainda seria lançado. Em 18 de abril de 2007, o álbum RUSH foi lançado e permaneceu nas paradas por algumas semanas, ancorado pela sua faixa-título "Above The Sky".
O contrato de Lexy expirou em outubro de 2006. Em 12 de setembro de 2007, Yang Hyun-suk CEO da YG Entertainment, anunciou oficialmente sua saída da agência, revelando que como a renovação com a Lexy não aconteceu, ele sentiu como se estivesse "entregando sua irmã mais nova para o casamento". Foi noticiado também, que não houve problemas para ambas as partes e que apenas haviam decidido que iriam seguir caminhos separados.
Lexy transferiu-se para a SB&W Entertainment e lançou seu quarto álbum de estúdio, THE LEXY, em 24 de março de 2008. Ele contou com a participação de artistas de Hip hop como Crown J e VOS, e trouxe um estilo de música diferente de seus álbuns anteriores, sendo centrado em Hip hop eletrônico, com adição de baladas e jazz. Em 2012, após quatro anos desde o lançamento de seu último álbum, Lexy lançou o single "Nolza" pela Red Line Entertainment.

## Discografia
Álbuns de estúdio
- 2003: LEXURY
- 2005: LEXTACY
- 2007: RUSH
- 2008: THE LEXY

## Prêmios e indicações

### Mnet Asian Music Awards
| Ano  | Categoria                 | Trabalho                     | Resultado |
| ---- | ------------------------- | ---------------------------- | --------- |
| 2003 | Nova Artista Feminina     | "Grasshopper" (애송이)       | Indicado  |
| 2005 | Melhor Artista Feminina   | "Tears" (눈물 씻고 화장하고) | Indicado  |
| 2007 | Melhor House & Eletrônica | "Above The Sky"              | Indicado  |